# Arheološki muzej v Tripolisu
Arheološki muzej Tripolisa, znan tudi kot Muzej As-Saraja Al-hamra (arabsko متحف السرايا الحمراء, latinizirano: Matḥaf al-Sarāyā al-Ḥamrāʼ), Muzej Rdečega gradu ali Muzej Džamahirije je narodni muzej v Libiji. Je v zgodovinski stavbi, znani kot Rdeči grad, Tripolis (arabsko السراي الحمراء, latinizirano: al-Sarāy al-Ḥamrāʼ), včasih imenovani tudi Rdeča Saraja, na rtu nad in ob starem mestnem jedru z medino Ghadema.
Muzej, zasnovan v sodelovanju z Unescom, pokriva 5000 let od prazgodovine do obdobja neodvisne revolucije (1953). Muzej ima vhod na zgodovinski As-Saha al-Kradrah, Trg mučenikov. Muzej je zaprt bil od leta 2011 zaradi varnostnih razlogov.

## Zgodovina
Muzej je bil ustanovljen leta 1919, ko so kolonialni Italijani v Libiji preuredili del gradu v muzej, v katerem so bili številni arheološki artefakti, raztreseni po državi od prazgodovine. Stavba je bila prenovljena v zgodnjih 1920-ih po načrtih Armanda Brasinija, ki je zasnoval njene značilne loke. Trg okoli gradu je v 1930-ih zasnoval arhitekt Florestano Di Fausto. Ko so Britanci med drugo svetovno vojno okupirali Libijo, je muzej zasedel celoten kompleks gradu in se leta 1948 preimenoval v Libijski muzej. Muzej je bil ponovno odprt za javnost leta 1988, preimenovan v Muzej Assaraya Alhamra – Muzej Rdečega gradu, z najsodobnejšimi objekti.
Leta 2011 je bil muzej zaprt zaradi varnostnih težav po libijski državljanski vojni in poznejših nemirih. Muzej je ostal zaprt od leta 2020. Med vojno leta 2011 so uporniki vstopili v muzej in nekaj predmetov, ki so pripadali Moamerju Gadafiju, je bilo poškodovanih. Najdragocenejše predmete so muzejski uslužbenci shranili na varnem na drugi lokaciji. Preostale predmete, povezane z Gadafijem, je osebje shranilo.

## Zbirke
Muzej je bil zasnovan z različnimi krili in nadstropji za razstavo različnih zbirk.
- Prazgodovina libijske regije
- Starodavna libijska plemena in tradicije – Magrebski Berberi: Garamentes, Tuaregi in drugi
- Libijska kultura med feničansko-punsko-grško-rimsko libijsko-bizantinsko-osmansko tradicijo Tripolitanije
- Islamska arhitektura
- Italijanska Libija, druga svetovna vojna, libijska neodvisnost in libijska dediščina 20. stoletja
- Naravoslovje libijske regije